# Stéribox
 (juillet 2012).

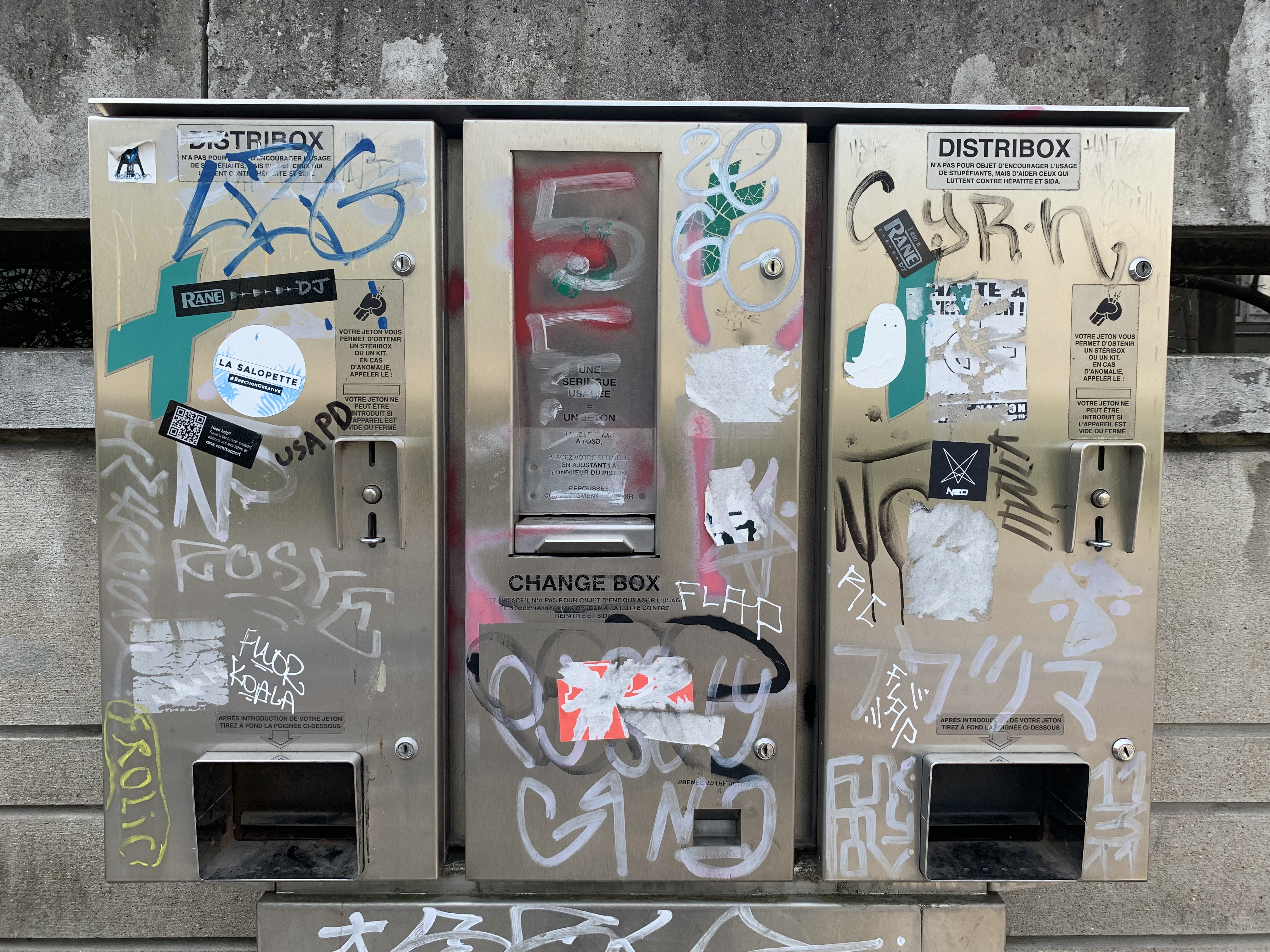
Un distribox de Stéribox, rue du Pensionnat à Lyon.

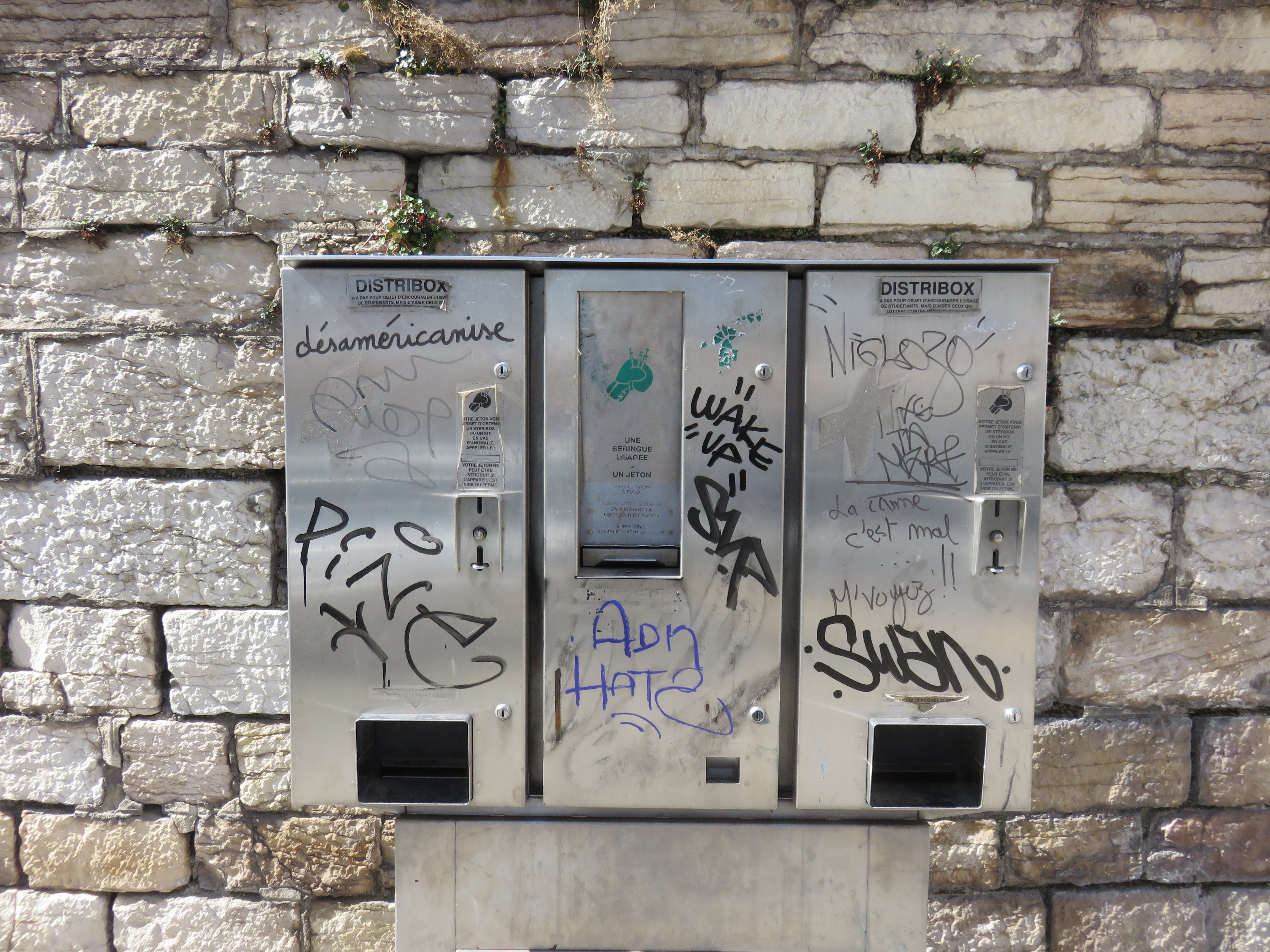
Un distributeur de Stéribox, cours Verdun à Lyon.

Le Stéribox  est une trousse de réduction des risques (RDR) destinée aux usagers de drogues par voie injectable (UDVI).

## Historique
Le développement du Stéribox entre dans une logique de réduction des risques infectieux liés à l'usage de drogues par voie injectable. L'idée étant qu'il faut donner aux usagers injecteurs les moyens de préserver leur santé en adoptant des pratiques les moins délétères possibles. 
Le partage des seringues étant une pratique à risque d'infection (notamment l'infection par le VIH), il fallait lutter contre cette pratique de partage. Or la difficulté de se procurer des seringues était considérée comme une cause importante de partage de celles-ci.
C'est ce constat qui a motivé en 1987 la mise en vente libre de seringues en pharmacie (par décret de Michèle Barzach). Afin d'améliorer encore l'accès des UDVI à du matériel d'injection propre, un nouvel outil, plus complet, sera développé quelques années plus tard : le Stéribox.
Cette trousse a été imaginée en 1991 par le Dr Elliot Imbert et l'équipe de la future association Apothicom (qui fut créée en 1992). Elle fut d'abord testée sur la commune d'Ivry-sur-Seine puis diffusée à l'échelle nationale en 1992 et 1994.
En 1994, une circulaire autorise la distribution du Stéribox en pharmacie, ce qui en élargira la diffusion
En 1999, une seconde version, dénommée "Stéribox2", sera développée afin de répondre à de nouvelles exigences sanitaires.

## Contenu
La première version ("Stéribox") contenait deux seringues à insuline (de volume 1 mL), deux ampoules d’eau pour préparation injectable, deux tampons imbibés d'alcool, un préservatif et une notice d’utilisation.
Quelques années plus tard, l'association Apothicom mène une étude qui fait apparaitre que le risque infectieux (notamment par le virus de l'hépatite C) est présent lors du partage du matériel annexe à l'injection (cuillère dans laquelle est réalisée la préparation, coton servant à la filtrer). En 1999, Apothicom proposera alors une seconde version de la trousse, le Stéribox2 (testé dès 1997 à Ivry). Par rapport à la première version, cette seconde mouture intègre deux exemplaires d'un dispositif appelé Stéricup. 
Chaque Stéricup contient : un récipient en aluminium (pour remplacer la cuillère), un filtre en coton (pour remplacer le filtre "artisanal") et un tampon sec (pour tamponner le point d'injection après l'administration).
Apothicom a développé un autre élément, le Stérifilt, permettant d'assurer une meilleure filtration de la préparation, de prévenir la réutilisation (car ne retenant quasiment pas de drogue) et d'éviter le contact de l'aiguille avec la cupule (ce qui peut l'émousser).
Les associations de réduction des risques incitent à son usage mais cet outil n'a pas encore été intégré au sein de la trousse Stéribox.

## Disponibilité

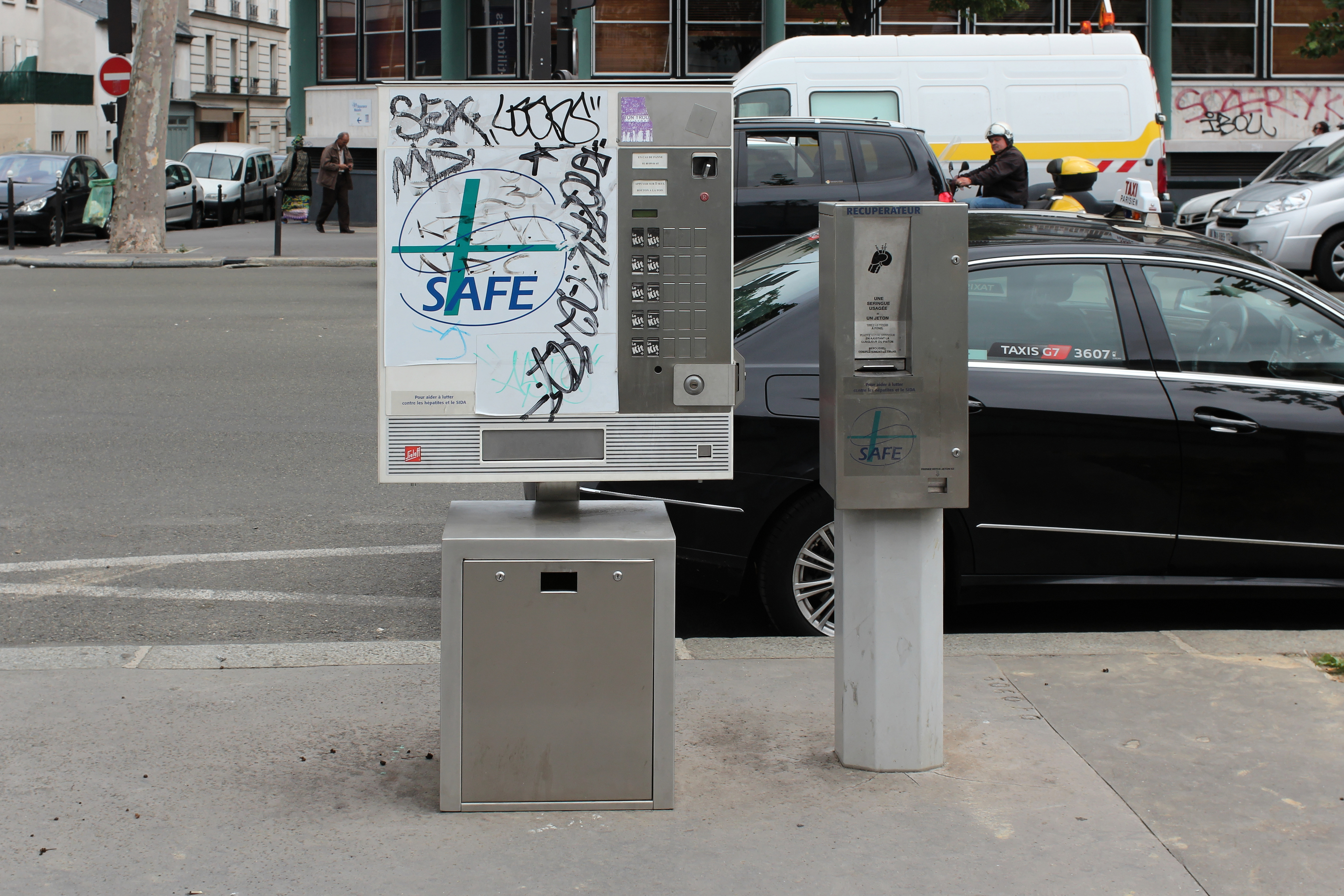
automates d'échange de seringues usagées contre des « Kit+ ».

Le Stéribox2 est disponible en pharmacie, au prix maximum conseillé de 1 euro. Il existe un équivalent gratuit, le « Kit+ », disponible via certaines associations de RDR et dans les Centres d'accueil et d'accompagnement à la réduction de risques pour usagers de drogues (CAARUD).

## Sources
- Denis Richard, Jean-Louis Senon, Marc Valleur. Dictionnaire des drogues et des dépendances. Larousse. 2004
- Communiqué Apothicom 1999